# サッカーザールラント代表
サッカーザールラント代表（サッカーザールラントだいひょう、Saarländische Fußballnationalmannschaft）は、かつてザールラントサッカー協会によって編成された「ナショナル」チーム。1950年から1956年まで存在した。1954年にはFIFAワールドカップ予選に参戦したが、予選敗退に終わった。

## 歴史
第二次世界大戦後、ザールラント（現在のザールラント州）はフランスの占領下におかれていた。フランス政府はザールラントのクラブが「対外（=ドイツのクラブ）」試合を行うことを禁じていたため、ザールラントのサッカークラブは、フランスリーグ2部でプレーすることを余儀なくされた（この2部リーグで1.FCザールブリュッケンが1位になったこともある）。こうした状況下で、フランスサッカー協会に吸収されることを懸念したザールラントサッカー協会は、フランスでもドイツでもない独自の組織としてFIFAへと加盟を申請した。1950年にこの申請が認められたため、公式に「ザールラント代表」が存在することになったのである。
人口100万に満たない狭い地域内で代表チームを組織しなければならず、ほとんどの代表選手が1.FCザールブリュッケンから選出された。1954年のワールドカップ予選では初戦の敵地ノルウェー戦に0対2からの逆転（3対2）で勝利するなど大番狂わせを成し遂げたが、同じ予選リーグ内に西ドイツもいたため、あえなく粉砕し予選突破はならなかった（西ドイツとの2試合の結果は0対3、1対3）。
ドイツの主権回復、ザールラントのドイツ連邦共和国（西ドイツ）復帰にともない、ザールラントサッカー協会はドイツサッカー協会と合併することになった。そのため、ザールラント代表も解消された。